# Nikolái Karáchentsov
Nikolái Petróvich Karáchentsov (en ruso: Никола́й Петро́вич Кара́ченцов; Moscú, 27 de octubre de 1944-Istra, óblast de Moscú; 26 de octubre de 2018) fue un actor soviético y ruso de teatro y de cine, galardonado como Artista del pueblo de la URSS en artes escénicas en 1989 y con un Premio Estatal de la Federación de Rusia en 2003.

## Biografía
Durante cuarenta años desarrolló su carrera en muchas películas soviéticas donde a menudo jugaba un rol central. Además fue actor de teatro y pasó mucho tiempo en el teatro ruso Lenkom en Moscú. El 28 de febrero de 2005 sufrió un grave accidente automovilístico en Moscú y resultó gravemente herido.
También hizo carrera en la música, donde interpretó más de 200 canciones, entre las cuales se encuentran éxitos populares.

## Premios
- Artista del pueblo de la URSS en artes escénicas (1989)
- Premio Estatal de la Federación de Rusia (2003)